# Оганесов, Антон Вячеславович
Анто́н Вячесла́вович Огане́сов (укр. Антон В'ячеславович Оганесов; род. 31 мая 1980, Степногорск, Целиноградская область) — украинский и казахстанский футболист, играющий на позиции нападающего

## Биография
Родился в Степногорске, в семье игрока местной футбольной команды Вячеслава Оганесова. С 7 лет занимался футболом под руководством отца. Позже с семьёй переехал в Павлодар, где тренировался в местной ДЮСШ. В 1995 году семья переехала на Украину, в Александрию, где Антон продолжил заниматься в городских ДЮСШ-2 и ДЮСШ «Кристалл». Во время выступлений на одном из юношеских турниров на молодого игрока обратили внимание селекционеры «Ведрича» из Речицы, выступавшего в первой лиге чемпионата Белоруссии, и вскоре Оганесов был приглашён в белорусскую команду, в составе которой дебютировал в профессиональном футболе в возрасте 17 лет. Спустя два года получил предложение перейти в клуб высшей лиги Белоруссии — могилёвское «Торпедо-Кадино». В составе «автозаводцев» быстро стал одним из основных игроков. На второй год своего пребывания в команде, в сезоне 2000 года, стал лучшим бомбардиром команды (вместе с Олегом Кузьменком), отличившись 8 раз. Тем не менее, это не помогло «Торпедо» остаться в высшей лиге, и Оганесов, отыграв ещё несколько матчей в первой лиге, покинул команду.
В 2001 году был приглашён в «Краснознаменск», выступавший во втором дивизионе чемпионата России, который возглавлял Игорь Шалимов. Клубная политика заключалась в подготовке футболистов для продажи (со слов игрока, им интересовалась итальянская «Сампдория»), однако там Оганесов получил тяжелую травму, после которой восстанавливался 8 месяцев. Восстановившись выступал за ижевский «Газовик-Газпром» и любительскую «Коломну».
В 2004 году вернулся в Украину, где подписал контракт с винницкой «Нивой», в составе которой провёл 2 матча в первой лиге чемпионата Украины. Осенью 2004 года перешёл в кировоградскую «Звезду», где выступал до конца года. В 8 матчах за кировоградцев забил 5 голов, что позволило ему стать лучшим бомбардиром команды в сезоне. В следующем году стал игроком казахстанского «Атырау», тренер которого, украинец Александр Голоколосов, пригласил в команду ряд украинских игроков. В составе «нефтяников» провёл 2 года. Позже выступал в казахстанской Суперлиге за «Есиль-Богатырь» из Петропавловска и «Окжетпес» из Кокшетау. В 2009 году вернулся в Украину, где выступал за любительские клубы, преимущественно на региональном уровне. В 2015 году снова отправился в Казахстан, где ненадолго стал игроком «Экибастуза». Затем продолжил выступать в любительских соревнованиях на Украине. Также играл за различные команды в чемпионате Кировоградской области по футзалу.

## Личная жизнь
По завершении профессиональной карьеры проживал в Александрии. Женат, имеет сына